# Parc naturel régional des Baronnies provençales
Le parc naturel régional des Baronnies provençales s’étend sur un massif alpin entre les départements de la Drôme (région Auvergne-Rhône-Alpes) et des Hautes-Alpes (région Provence-Alpes-Côte d'Azur) dans le sud-est de la France. Ce parc naturel régional a été créé le 26 janvier 2015. Il couvre 82 communes totalement ou partiellement.

## Histoire du parc

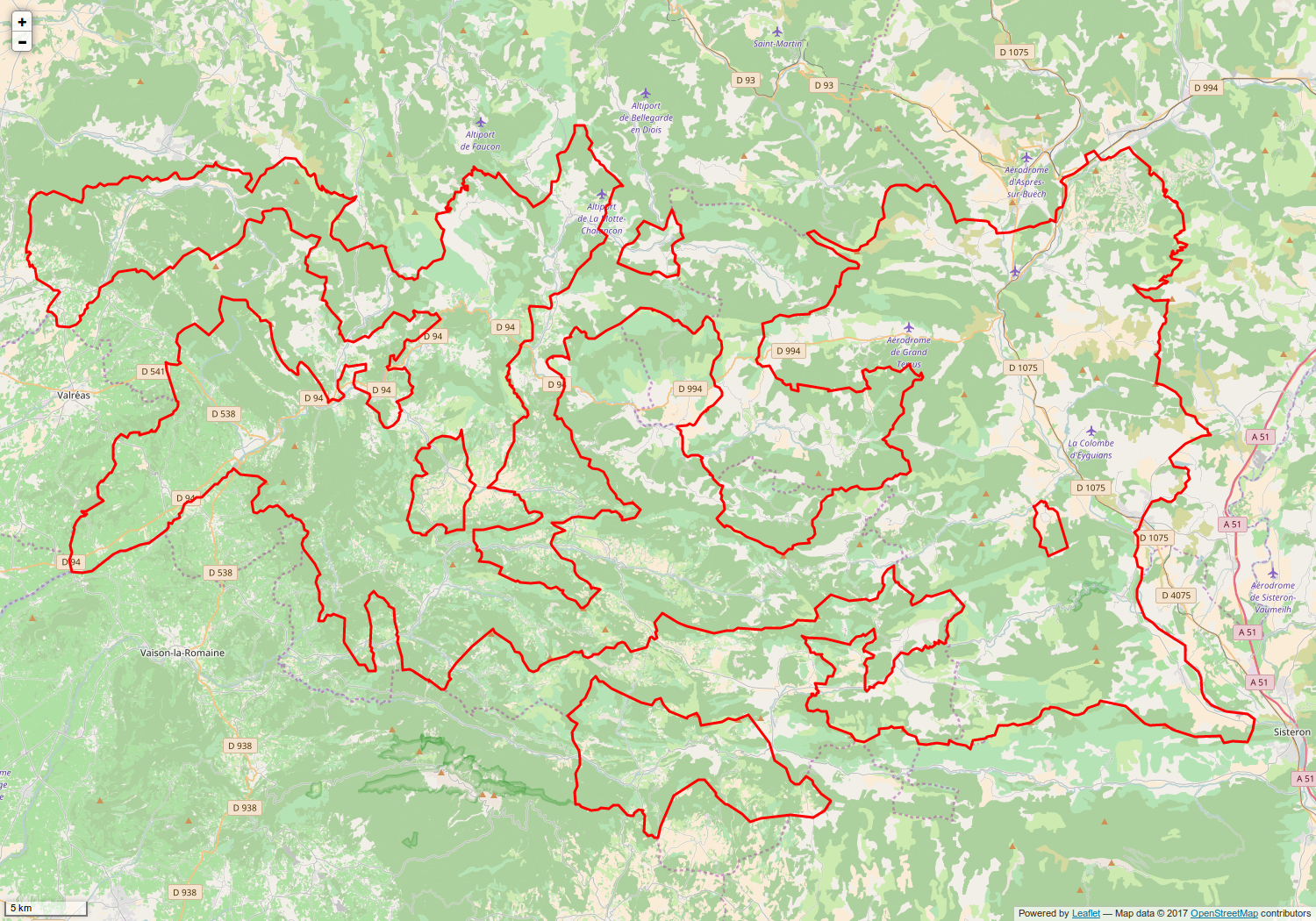
Périmètre du PNR.

L'idée de créer un parc naturel régional dans les Baronnies, à cheval sur deux départements (Drôme et Hautes-Alpes) et deux régions (Rhône-Alpes et Provence-Alpes-Côte d'Azur) date de la fin des années 1990. Localement, elle a été lancée par le Groupement pour la promotion et l'expansion du Nyonsais Baronnies et des élus locaux autour des parlementaires Jean Besson et  Michel Grégoire et du maire de Nyons, Michel Faure, qui étaient conscients des difficultés économiques de cette région très rurale où l'agriculture reste menacée et le développement fragile.
En 2003, les deux conseils régionaux décident de financer une étude d'opportunité et de faisabilité qui leur permet de prendre une délibération commune le 17 décembre 2004 retenant un périmètre (130 communes concernées) et des principes d'organisation.
Le 30 mars 2007, le préfet de la Drôme, constatant qu'une majorité de communes et de communautés de communes concernées avait donné son accord, publie un arrêté de création d'un syndicat mixte de préfiguration d'un parc naturel régional et d'aménagement des Baronnies provençales. Sa mission est de mener des études et des actions d’intérêt commun au service de l’ensemble des communes du territoire concerné. Ces actions concourront notamment à la préfiguration d’un parc naturel régional. Le syndicat mixte a finalisé en novembre 2011 la charte du parc qui a été soumise pour vote à l'ensemble des communes concernées. Le projet de parc a été soumis à enquête publique du 20 juin au 22 juillet 2011.
Le décret de classement du parc naturel régional des Baronnies provençales du 26 janvier 2015 a été publié au Journal officiel le 28 janvier 2015.

## Présentation
- Deux régions :  Auvergne-Rhône-Alpes et Provence-Alpes-Côte d’Azur

### Charte
La charte présente le projet de développement durable pour le parc des Baronnies provençales. Valable pour douze ans, elle est le fruit d'une large concertation avec les acteurs locaux et a été approuvée en 2012. 
Elle s'articule autour de trois grands axes : 
- Valoriser les atouts naturels et humains des Baronnies provençales,
- Développer une économie basée sur l'identité locale,
- Concevoir un aménagement solidaire et durable.

### Communes adhérentes
Les 104 communes adhérentes (et 1 commune associée) font partie des départements de la Drôme et des Hautes-Alpes (les communes apparaissant en italique ne font partie que partiellement du parc). 

Logo du PNR des Baronnies provençales

- Drôme : Arpavon, Arnayon, Aubres, Aulan, Barret-de-Lioure, Beauvoisin, Bellecombe-Tarandole, Bénivay-Ollon, Bésignan, Buis-les-Baronnies, Chalancon, Chaudebonne,Châteauneuf-de-Bordette, Cornillon-sur-l’Oule, Eygalayes, Eygaliers, La Charce, La Motte-Chalancon, La Roche-sur-le-Buis, La Rochette-du-Buis, Laborel, Lachau, Le Poët-en-Percip, Le Poët- Sigillat, Lemps, Les Pilles, Mérindol-les-Oliviers, Montauban-sur-l’Ouvèze, Montaulieu, Montbrun-les-Bains, Montferrand-la-Fare, Montguers, Montjoux, Montréal-les-Sources, Nyons, Pelonne, Pierrelongue, Propiac, Rémuzat Reilhanette, Rioms, Rochebrune, Roche-Saint-Secret-Béconne, Roussieux, Sahune, Saint-Auban-sur-l’Ouvèze, Sainte-Euphémie-sur- Ouvèze, Saint-Ferréol-Trente-Pas, Saint-Maurice-sur-Eygues, Saint-May, Saint-Pantaléon-les-Vignes,Taulignan, Valouse, Venterol, Verclause, Vesc, Villebois- les-Pins, Villeperdrix, Vinsobres.
- Hautes-Alpes : Antonaves, Barret-sur-Méouge, Chabestan, Chanousse, Châteauneuf-de-Chabre, Eourres, Étoile-Saint-Cyrice, Eyguians, La Bâtie-Montsaléon, La Piarre, Lagrand, Laragne-Montéglin, Lazer, Le Bersac, L’Epine, Le Saix, Méreuil, Montclus, Montrond, Orpierre, Oze, Ribeyret, Ribiers, Rosans,  Saint-Auban-d’Oze, Sainte-Colombe, Saint-Genis, Saint-Pierre-Avez, Saléon, Salérans, Savournon, Serres, Sigottier, Trescléoux, Valdoule.

### Villes portes
Les villes portes, par leur positionnement géographique, sont des points de passage importants pour accéder au parc naturel régional des Baronnies provençales:
- Montélimar au Nord-Ouest
- Veynes au Nord-Est
- Dieulefit au Nord-Ouest,
- Sisteron au Sud-Est,
- Vaison-la-Romaine au Sud-Ouest
- Valréas à l'Ouest,
- Grignan à l'Ouest.

### Controverses
L'un des premiers couacs de la mise en place du parc naturel est intervenu l'hiver 2012 avec l'abattage des alignements de tilleuls – protégés selon la charte du parc – le long de la route départementale 30 sur décision du président du conseil général des Hautes-Alpes, Jean-Yves Dusserre.
L'appellation « Baronnies provençales » a fait l'objet de discussions sur sa légitimité puisque ces territoires appartenaient au Dauphiné. Quelques terres adjacentes de la Provence existaient en enclaves dans le Dauphiné jusqu'à la Révolution, mais leur étendue était faible. Dans la littérature géographique du XIXe siècle, les Baronnies constituent d'ailleurs l'un des neuf « pays » historiques du Dauphiné avec le Briançonnais, le Diois, l'Embrunais, le Gapençais, le Grésivaudan, le Tricastin, le Valentinois et le Viennois.
Le parc a été l'objet de polémiques, et sa mise en place a été difficile, du fait de l'opposition d'acteurs locaux. 44 communes ont fait le choix de refuser l'intégration au périmètre du parc. Depuis sa création, 7 communes ont décidé de rejoindre le parc.

## Patrimoine naturel[12]
Les climats méditerranéen et  alpin des Baronnies lui procurent une faune et une flore exceptionnelle. Les versants sud (adret) accueillent des espèces méditerranéennes tandis que les espèces à affinité montagnarde, voire alpine, préfèrent s’établir sur les versants nord (ubac). Les Baronnies se caractérisent par une mosaïque d’habitats naturels où les différentes espèces végétales et animales se reproduisent, se reposent, s’alimentent ou transitent… Cette richesse naturelle est également révélée par la présence de nombreux zonages tels que les zones naturelles d'intérêt écologique, faunistique et floristique (ZNIEFF),Natura 2000, espaces naturels sensibles recelant des espèces remarquables, rares ou protégées. Ces zones naturelles n’en sont pas moins « imbriquées » dans des zones cultivées et habitées et certaines d’entre elles nécessitent la présence d’une activité humaine pour conserver leur intérêt écologique, comme la fauche des prairies et le pâturage sur des pelouses calcaires.

### Différents milieux naturels
Milieux ouverts et semi-ouverts :

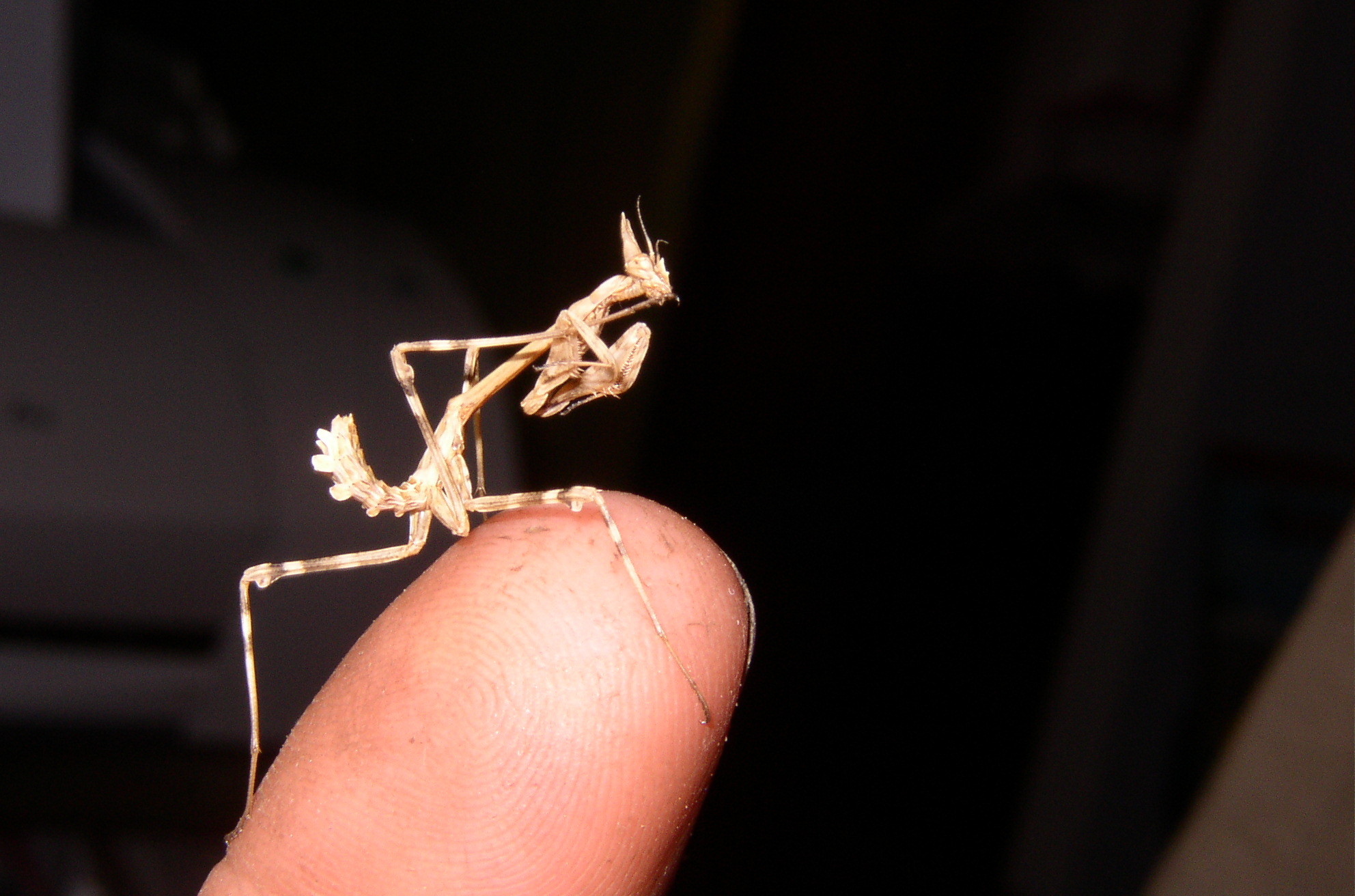
Jeune empuse

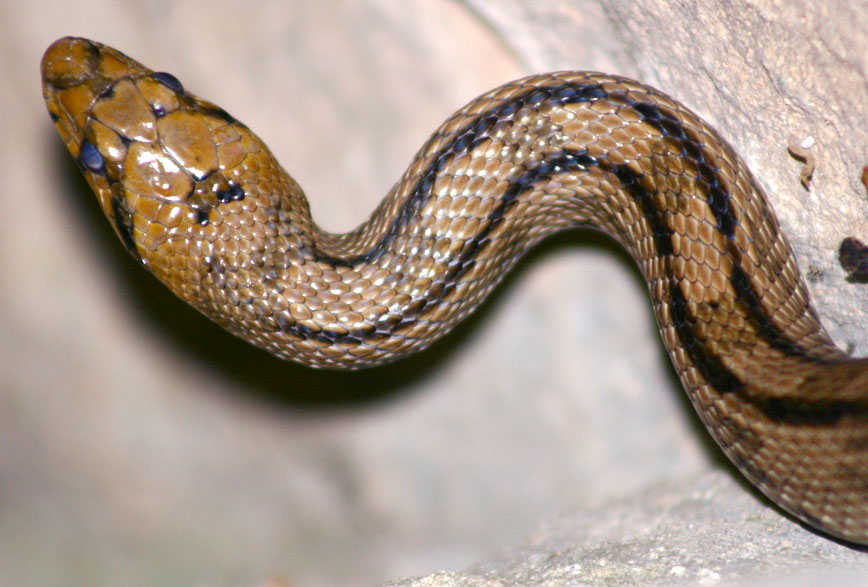
Couleuvre à échelons

- flore : Aphyllante de Montpellier, Catananche, Genêt scorpion, Iris des garrigues, Chêne kermès
- oiseaux : Pie-grièche écorcheur, Fauvette passerinette, Huppe fasciée, Chouette chevêche, Torcol fourmilier, Moineau soulcie
- reptiles : Lézard ocellé, Couleuvre à échelons
- insectes : Magicienne dentelée, Mante religieuse, Empuse
- mammifères : Lapin de garenne

Les Baronnies font partie d’un des réservoirs de plantes messicoles les plus importants de France.
Milieux forestiers :
- flore : Chênes, Hêtres,
- oiseaux : Pic épeiche, Mésange bleue, Pigeon ramier, Épervier d'Europe, Vautour moine
- insectes : Lucane cerf-volant, Rosalie des Alpes
- mammifères : Barbastelle
- amphibiens : Salamandre

Milieux rocheux :
- flore :Saxifrage du Dauphiné, le Chou des montagnes, le Genévrier de Phénicie
- oiseaux[13]: Vautour fauve, Vautour moine et Vautour percnoptère
- mammifères : Chamois, Molosse de Cestoni

Milieux humides et cours d'eau :

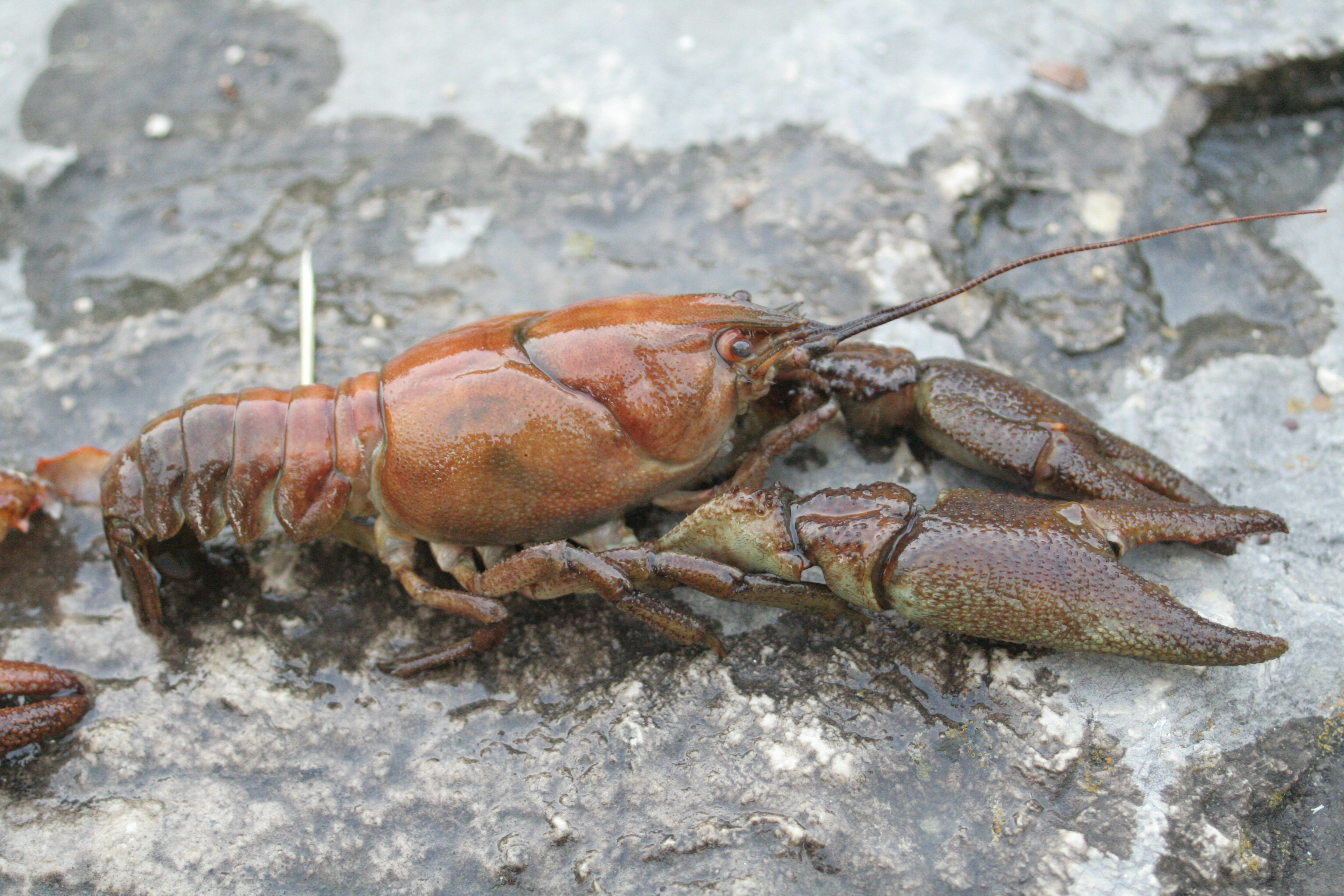
Écrevisse à pattes blanches

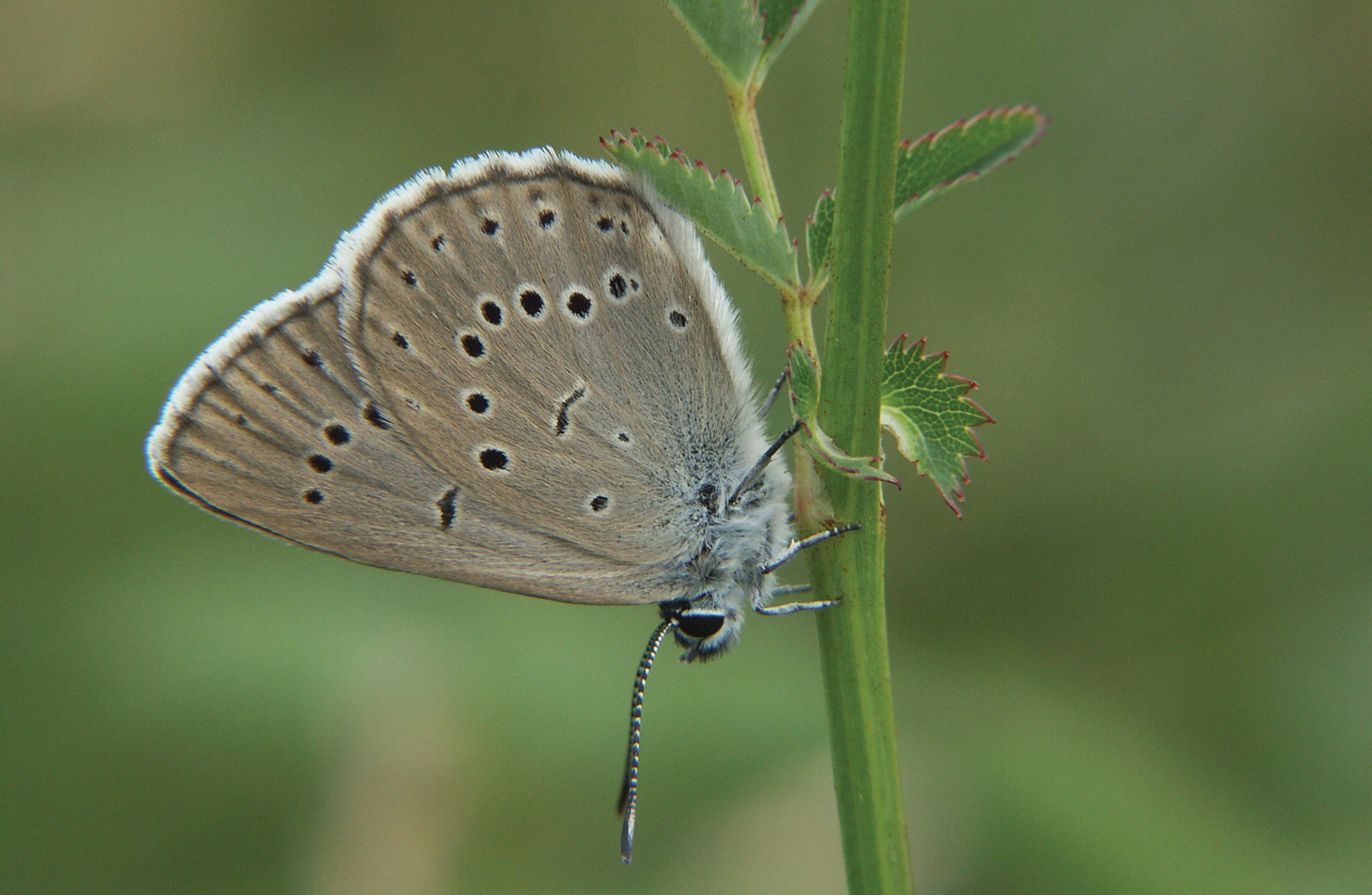
Azuré de la Sanguisorbe

- espèces aquatiques : Truite fario, le Barbeau fluviatile, l’Écrevisse à pattes blanches
- flore : Saules, Frênes, Aulnes
- insectes : Agrion de Mercure, Sympétrum du Piémont, Calopteryx vierge
- mammifères : Castor

Le parc compte des prairies humides sur lesquelles on peut retrouver entre autres L'Epipactis des marais, l’Azuré de la Sanguisorbe, la Serratule à feuilles de chanvre d’eau Asteracée violette.

### Géologie à ciel ouvert[14]
Le parc des Baronnies provençales ne semble être que plis et replis, tantôt sinueux, tantôt géométriques. L'ensemble des montagnes paraît  des plus désordonnés, comme un amoncellement de grandes plaques de calcaire, à première vue dépourvues de toute logique, ce qui rend l'orientation parfois compliquée. Le dépaysement senti dans ces paysages peut être intense : sur les pentes arides, noires, grises ou bleues des marnes, on croirait fouler un sol lunaire ou martien, un autre pays, un autre monde.
La géologie marque et détermine fondamentalement le parc des Baronnies provençales, expliquant aussi bien ses formes d'agriculture, de culture et d'histoire. Elle constitue un aspect fondamental du territoire. Certains lieux sont des fenêtres sur des époques, des formes, inexistantes ou invisibles ailleurs. Le parc possède deux sites de référence mondiale pour l'étude de deux périodes de transition ("stratotypes de limites") partout dans le monde :
- les strates verticales du Serre de l'Ane (Drôme)[15]
- les marnes du Mont Risou (Hautes-Alpes)

La géologie des Baronnies compte aussi fossiles, ammonites, septarias, oolithes de grès... Mais ce qui fait patrimoine, à part certains types de "hauts-lieux" géologiques ou certains fossiles ou minéraux ponctuels, c'est l'ensemble : le tableau général d'un monde aquatique devenu solide, qui se laisse encore deviner.

### Nuit dans les Baronnies provençales
Le parc des Baronnies provençales possède l'un des ciels de France et d'Europe les mieux sauvegardés de la pollution lumineuse. La préservation et la valorisation de la qualité du ciel nocturne sont l'une des mesures de la charte du parc. Un site Internet sur la nuit dans le parc des Baronnies provençales permet aux acteurs touristiques haut-alpins regroupés au sein de l'association «Provence des montagnes», le Pays Sisteronais Buëch, le Comité départemental du Tourisme des Hautes-Alpes, le centre d'initiatives pour valoriser l'agriculture et le milieu rural « CIVAM saveurs et senteurs en Drôme Provençale », ainsi que les acteurs économiques et associations de la filière « nuit » de valoriser leurs événements. Les acteurs touristiques et les offices de tourisme des Baronnies Drômoises, sont associés à cette démarche commune de promotion et de valorisation de la qualité du ciel.
L'Observatoire des Baronnies provençales, à Moydans, accueille le public toute l'année pour des missions scientifiques et une éducation à la préservation du patrimoine nocturne. Avec environ 250 nuits de qualité photométrique, ces activités de recherche se concentrent essentiellement sur la surveillance et la détection d'exo-planètes en collaboration avec plusieurs groupes scientifiques internationaux.

## Patrimoine culturel

### Bâti

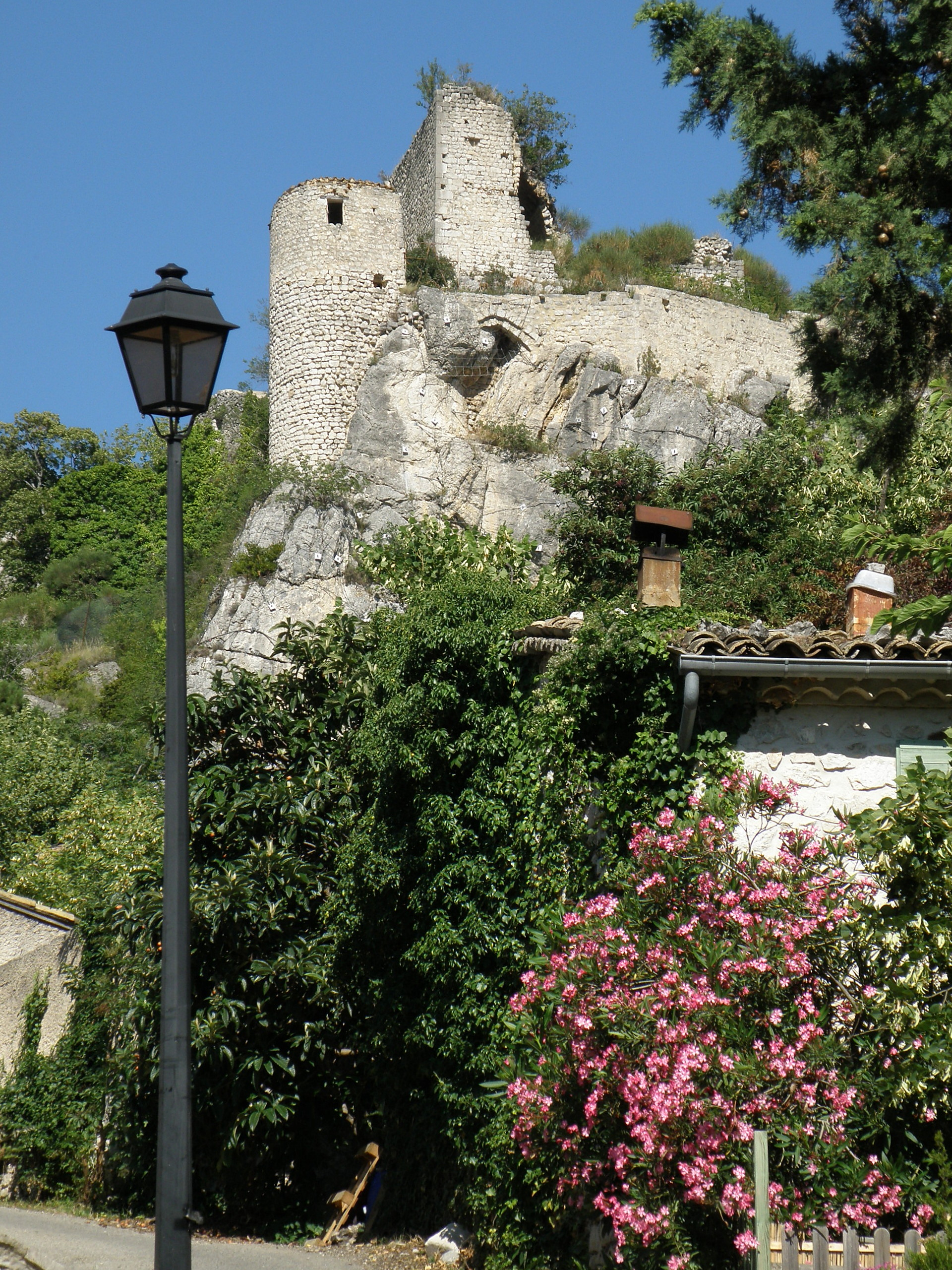
Château médiéval de La Roche-sur-le-Buis

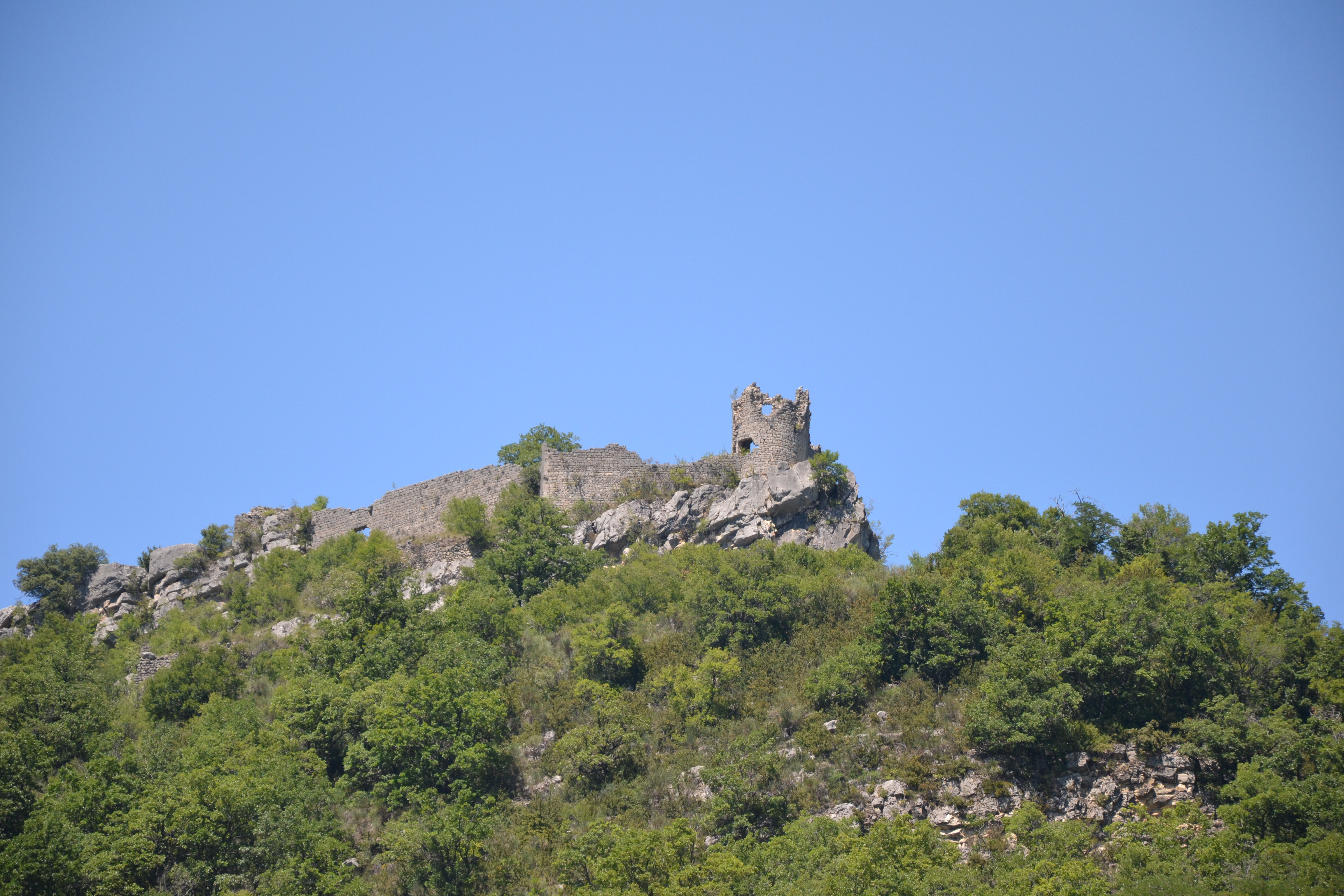
Ruines du château de Cornillon-sur-l'Oule

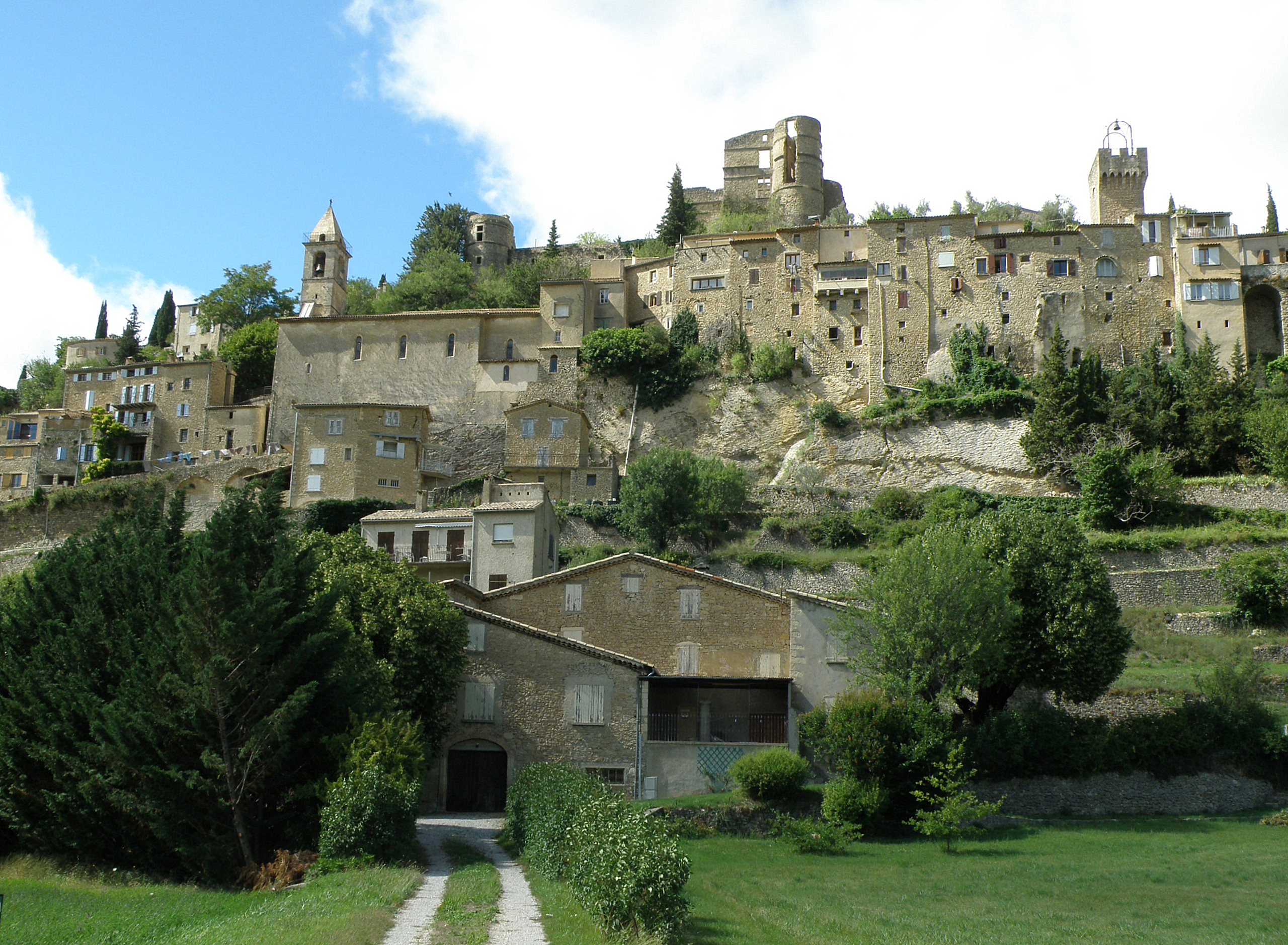
Montbrun-les-Bains, village perché

Riche en patrimoines du quotidien, souvent attachés à l'activité agricole ou à l'histoire médiévale du territoire, le parc a des sites et des monuments ou des sites reconnus. Le poids de l'histoire médiévale dans ce territoire de montagne a abouti à la reconnaissance d'un certain nombre de sites perchés remarquables, comme le château de Cornillon-sur-l'Oule, le château et le vieux village d'Arzeliers à Laragne-Montéglin, le vieux village de Béconne à la Roche-Saint-Secret-Béconne, l'église Saint-Cyrice à Étoile-Saint-Cyrice, le château de La Roche-sur-le-Buis.
D'autres sites, compte tenu de la densité des patrimoines remarquables qu'on y trouve, ont été reconnus comme “sites à fort caractère patrimonial”. Il s'agit notamment de villes et bourgs anciens, comme les vieilles villes de Serres et d'Orpierre dans les Hautes-Alpes, ou de Nyons, de Buis-les-Baronnies, de Taulignan ou du village de Sainte-Euphémie-sur-Ouvèze dans la Drôme. D'autres ont également été reconnus au regard de leur intérêt archéologique, comme le site de La Bâtie-Montsaléon (Hautes-Alpes, vestiges de Mons Seleucus, agglomération gallo-romaine à vocation religieuse) ou celui de l'abbaye de Clausonne au Saix (Hautes-Alpes).
Le parc regorge de patrimoines bâtis associés aux activités humaines, et notamment à l'agriculture. Dans ce territoire de montagne, les hommes n’ont eu de cesse d’aménager les pentes pour y retenir la terre ou y amener l’eau. Aujourd’hui, ces aménagements sont particulièrement intéressants pour protéger les terres des phénomènes de ravinement liés à la météo.
- murs en pierres sèches à Châteauneuf-de-Bordette[18]
- terrasses à oliviers en pierres sèches de Villeperdrix
- bergerie d'altitude en pierre sèche à Barret-de-Lioure

## Activités économiques

### Agriculture

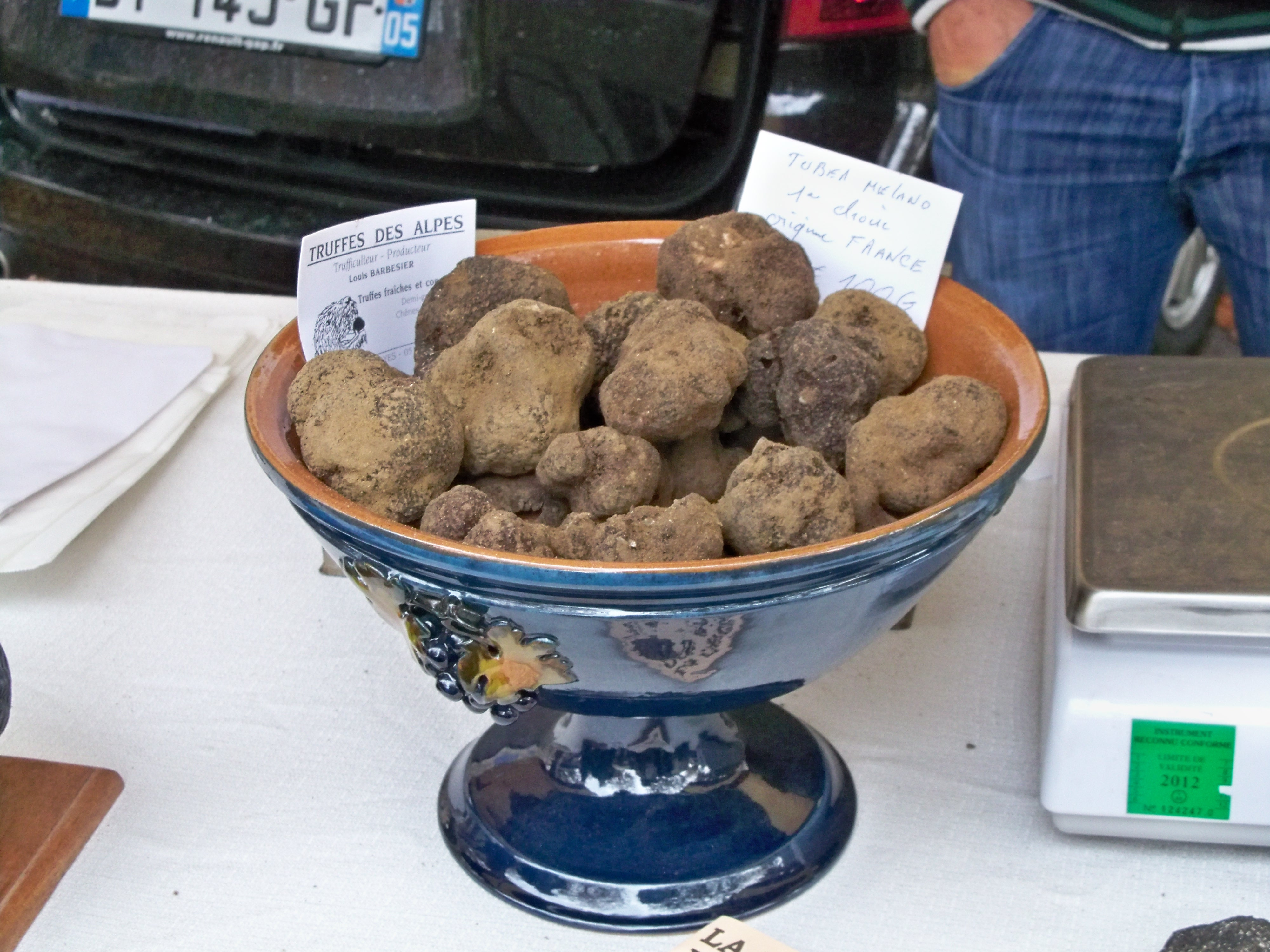
Truffes noires du Rosannais au marché aux truffes de Richerenches

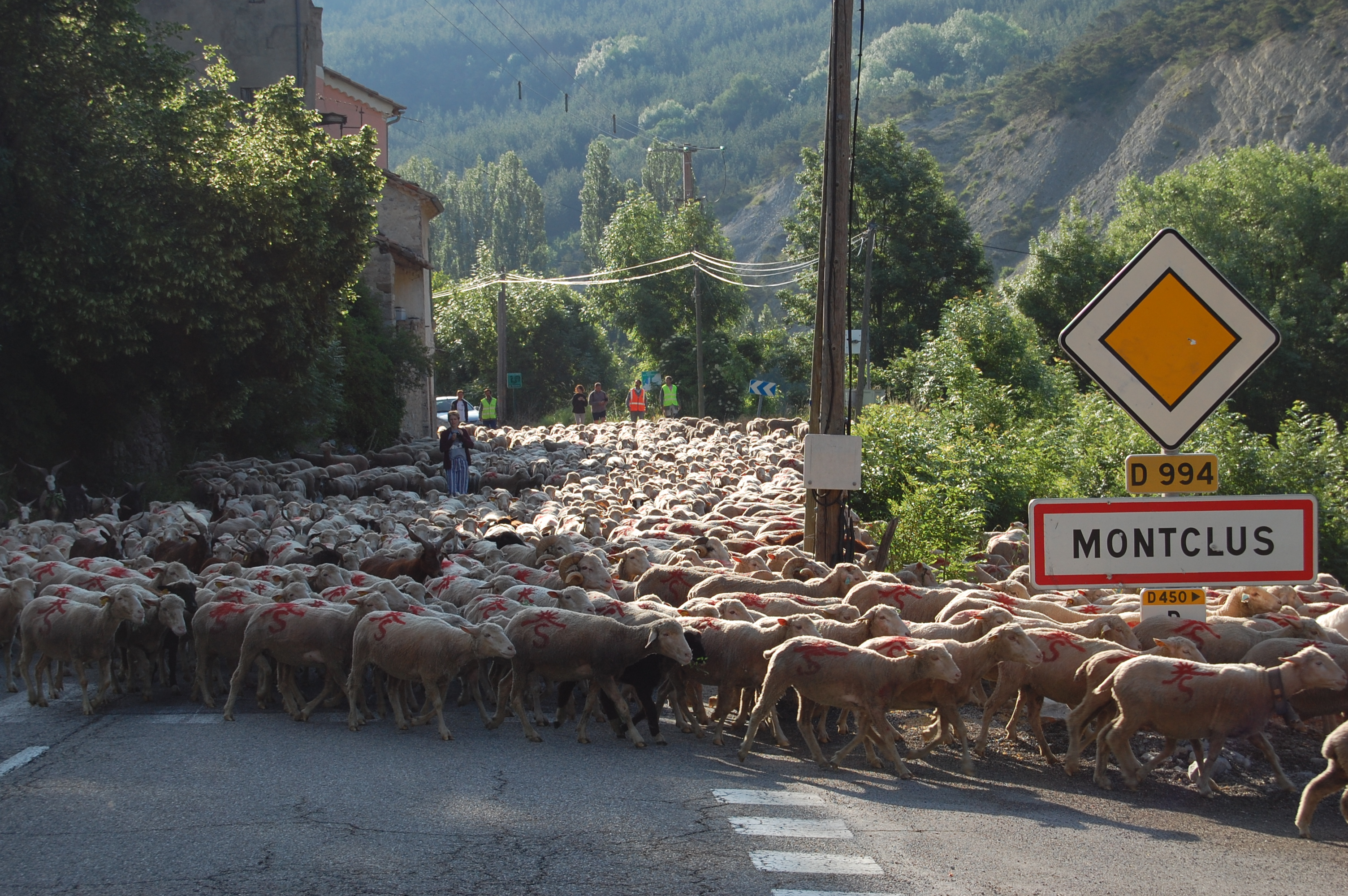
Transhumance à Montclus

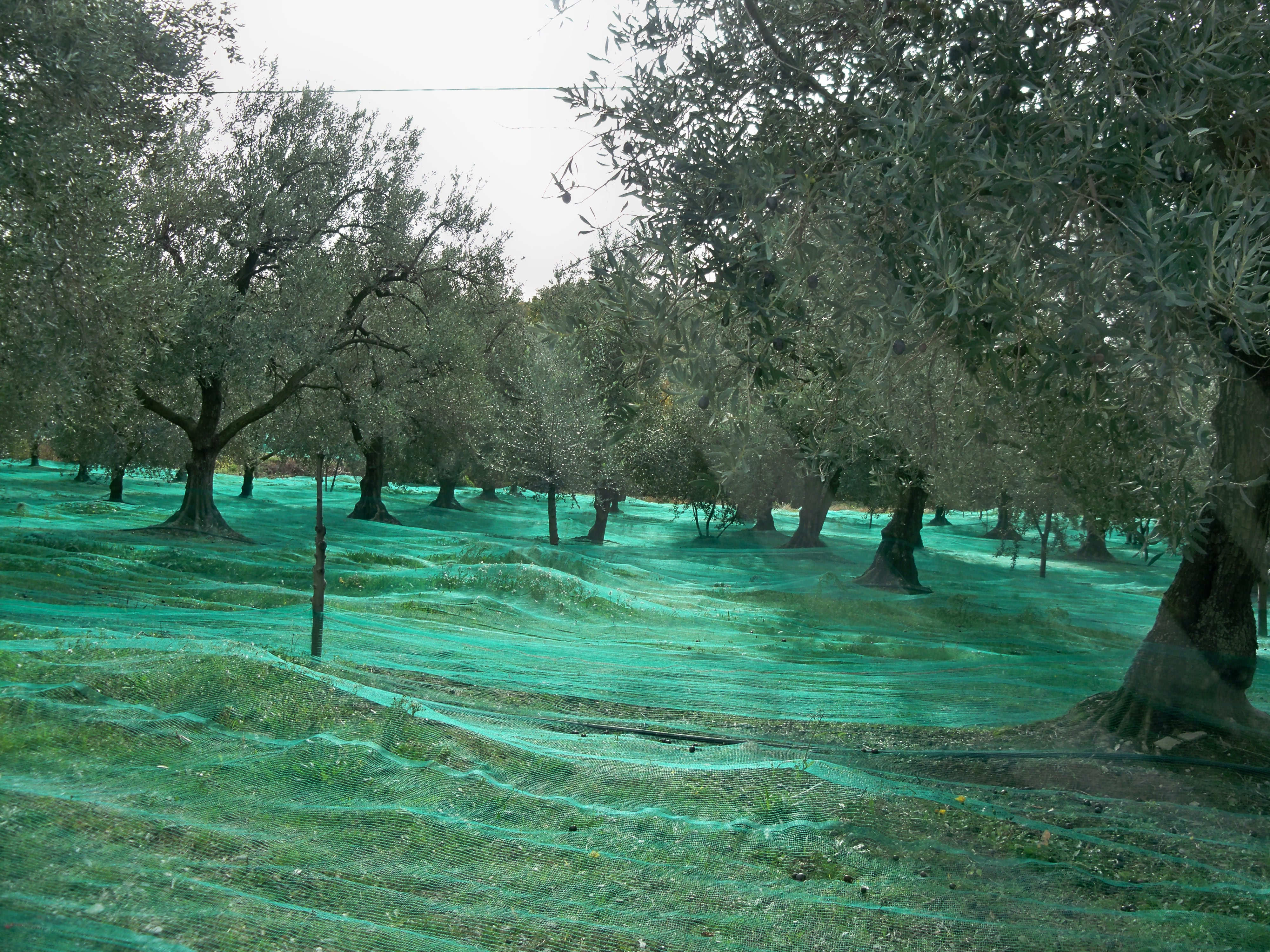
Récolte d'olives à Châteauneuf-de-Bordette

L'agriculture dans le parc des Baronnies provençales est très diversifiée et reconnue au niveau national (dix appellations d’origine contrôlée (AOC) et quatre indications géographiques protégées (IGP) sur l’ensemble du territoire). Développer de nouveaux circuits courts d'échange et de commercialisation, et des "produits faits en Baronnies" permettra de rendre la qualité accessible. L’agriculture valorise 60 000 ha du territoire et occupe jusqu’à 20 % des actifs au cœur du parc. La forêt, qui couvre à elle seule 61 % des Baronnies provençales, est en grande partie délaissée notamment du fait de la déprise agricole.
Le parc soutient les projets de préservation du patrimoine forestier et de valorisation de certains éléments caractéristiques comme les truffières naturelles. Aujourd’hui sous valorisés, les produits de la forêt constituent une occasion de développement d’emplois locaux adaptés à la gestion durable des forêts. Le paysage des Baronnies provençales est certes très riche, mais il a tendance à se refermer pour partie à la suite d'une diminution de la présence des troupeaux. Cela entraîne une perte de biodiversité notamment dans les espaces intermédiaires entre les cultures et la forêt.
Le sylvo-pastoralisme est un des modes d'entretien des espaces boisés du territoire. Aujourd'hui le nombre d'ovins sur le territoire des Baronnies provençales est de 47 000. Par ailleurs il y a aussi 5 000 chèvres et 900 vaches. En plus de la production alimentaire, tous ces animaux participent à l'entretien des espaces, à la prévention contre les incendies et empêchent la forêt d'avancer. Le territoire du parc comprend une mosaïque de cultures agricoles correspondant à une agriculture de massif, diversifiée et de qualité avec des filières emblématiques :
- olive de Nyons[21]
- petit épeautre
- tilleul
- lavande
- pomme[22]
- abricot
- agneau

15 % des exploitations du territoire sont déjà[Quand ?] certifiées en agriculture biologique. Il pourrait y en avoir 30 % en 2024.

### Tourisme

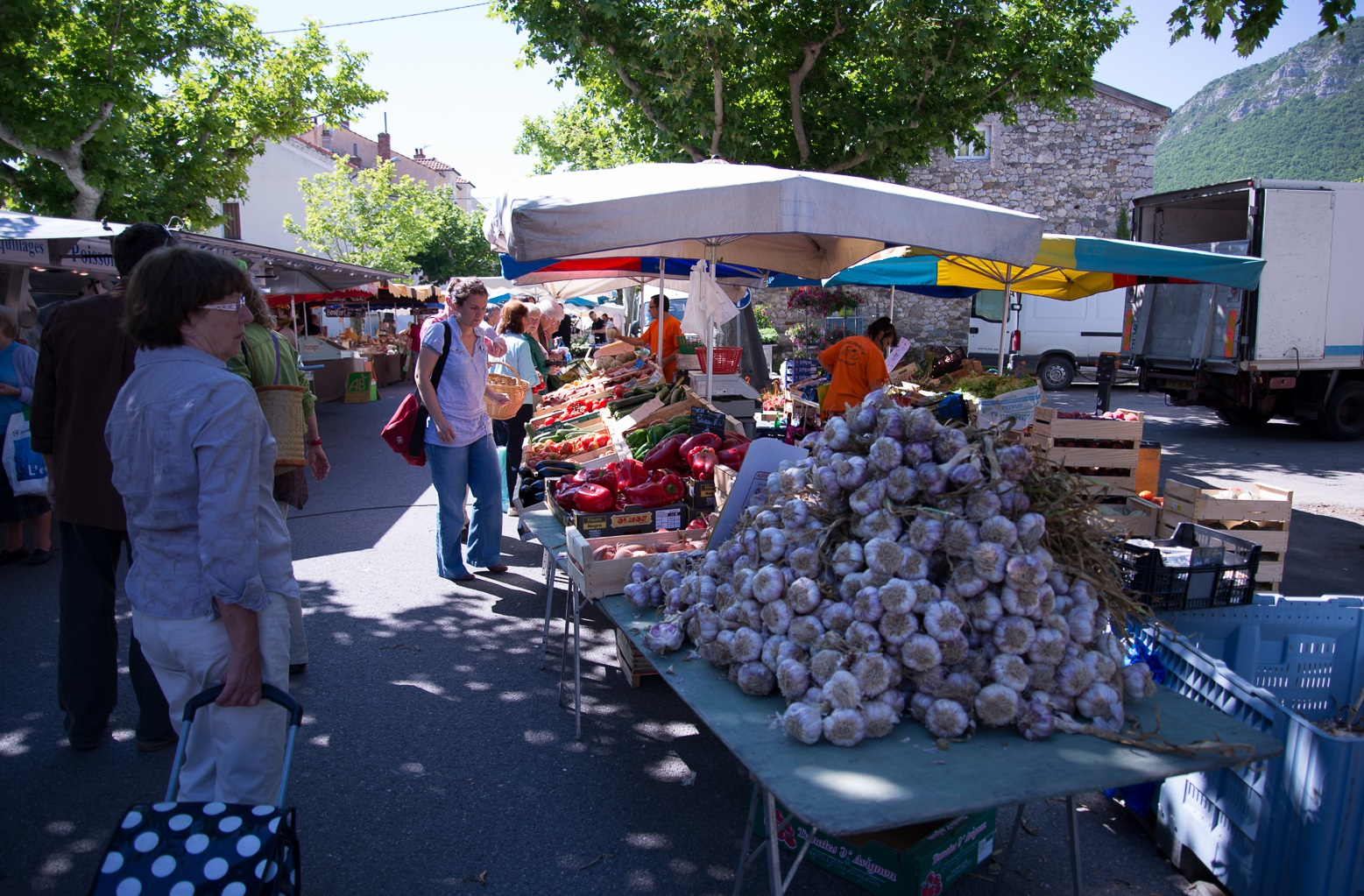
Marché provençal à Laragne

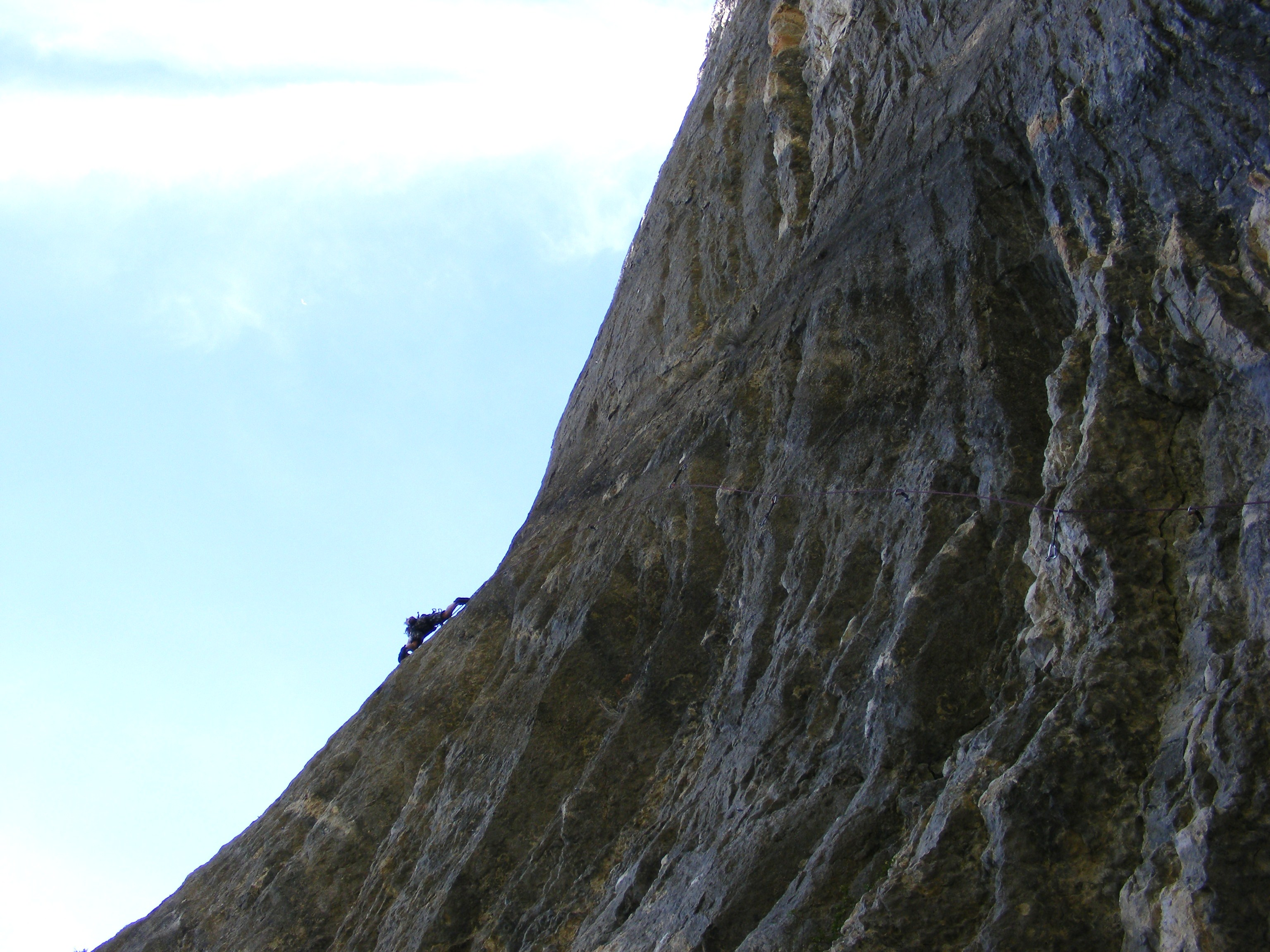
Escalade à Orpierre

Le tourisme représente la majeure partie de l'économie des Baronnies. Conformément à sa charte, le parc a choisi de s'appuyer sur son réseau d'Offices de Tourisme du territoire et des villes-portes, en tant que « relais du parc naturel régional des Baronnies provençales » pour assurer la promotion. Ces lieux ont pour vocation d'être vitrines du territoire où sont mis en valeur les patrimoines, paysages et terroirs. Les principales filières touristiques dans le parc : 
- le tourisme lié aux plantes locales[23] et au bien-être
- les activités de pleine nature
- le tourisme historique et culturel qui s'appuie sur un patrimoine riche des villages perchés
- Un important réseau d'hébergements (chambres d'hôtes, gîtes, hôtellerie de plein air...)
- Le tourisme lié à l'agriculture locale (œnotourisme, marchés provençaux...)
- L'astro tourisme en relation avec la découverte du patrimoine nocturne et des installations scientifiques et techniques

#### Sports de nature
Le parc, avec sa topographie variée de moyenne montagne, son climat méditerranéen, la richesse de ses patrimoines naturels et culturels, est un terrain idéal pour la pratique des activités sportives en lien avec la nature.
- l'escalade : 1 500 voies équipées et deux sites  de renommée internationale (Orpierre et Buis-les-Baronnies[24])
- la randonnée (pédestre[25], équestre[26], VTT et cyclotourisme avec de nombreux cols (col du Reychasset[27]...)
- le vol libre : nombreuses aires de décollage pour les parapentistes[28] (le site de Laragne-Chabre est connu mondialement pour ses courants thermiques exceptionnels)

### Nouvelles énergies
Avec l'électrification de Dieulefit et Valreas à la fin des années 1880, les énergies nouvelles sont anciennes dans la région.
Depuis plusieurs années, de nombreux projets de développement d'énergies renouvelables se mettent en place dans le parc. Grâce à certains programmes, notamment régionaux, et en partenariat avec différentes structures travaillant sur ces thématiques (syndicats d’énergie et d’électricité, CEDER, communes forestières, etc.) le parc accompagne les communes dans la transition énergétique. En 2015, le parc est reconnu par le Ministère du Développement durable et de l'Énergie comme l'un des 212 territoires à énergie positive (TEPOS). Le ministère a proposé au parc un projet ciblé : un contrat local de transition énergétique inter-régional.
Centrale villageoise photovoltaïque
Le but est d'implanter des panneaux photovoltaïques sur différentes toitures d’un même village (Rosans) en prenant en compte l’évolution patrimoniale et paysagère globale. L’intérêt majeur du projet réside dans la mobilisation de la population qui permet d’associer dans une même société de gestion, des citoyens producteurs et consommateurs d’énergie, des associations, des collectivités locales, des entreprises, etc. Ces personnes participent ainsi à la production d‘une énergie renouvelable locale alors même qu’elles ne pourraient peut être pas le faire sur leur propre toiture (car locataire de leur logement, toiture mal orientée, manque de moyens financiers, etc.). Dans l’optique de réaliser un projet exemplaire qui puisse être généralisé sur d’autres communes rurales, plusieurs études ont été réalisées pouvant servir de base à d’autres projets.
Études de production et consommations d'énergies du territoire et émissions de gaz à effet de serreRéalisée comme préalable à toute réflexion d’une politique énergétique des Baronnies provençales, le parc a porté en 2011 la réalisation d’un bilan de la consommation et de la production d’énergies et des émissions de gaz à effet de serre à l’échelle de son territoire. Les résultats de l’étude confirment une forte dépendance du territoire aux produits pétroliers alors que la production d’énergies renouvelables est limitée (16,5 % de la consommation). La part du résidentiel et des transports constituent les secteurs les plus énergivores. Ils constituent aussi les domaines où la marge d’amélioration est la plus importante : le déplacement en voiture individuelle est le moyen de déplacement le plus utilisé (57 %) et la part des logements construits avant 1974 et chauffant au fioul est prépondérante.
Le bois des Baronnies provençalesPlusieurs communes ont bénéficié de l’accompagnement des techniciens du parc dans la définition et le calibrage de réseau de chaleur fonctionnant au bois déchiqueté. Par le biais d’appels à projet groupés et avec le soutien des communes forestières, les communes de Barret-sur-Méouge et Rosans ont pu réaliser une étude de faisabilité quant à la création de ces infrastructures de chauffage. Depuis, d’autres communes ont sollicité l’aide du futur parc dans la définition de leurs projets comme Buis-les-Baronnies et Eourres.